# Резолюция 180 на Съвета за сигурност на ООН
Резолюция 180 на Съвета за сигурност на ООН е приета на 31 юли 1963 г. по повод положението в африканските територии, намиращи се под португалска власт.
С писмо до председателя на Съвета за сигурност от 11 юли 1963 г. постоянните представители на 32 африкански държави членки на ООН, настояват за спешно свикване на заседание на Съвета за сигурност, който да разгледа положението в африканските територии, намиращи се под управлението на Португалия. В писмото си страните заявяват, че съществуващото в някои от тези територии състояние на война, породено от отказа на Португалия да приложи Резолюция 1514 (XV) на Общото събрание на ООН и на Резолюция 163 на Съвета за сигурност на ООН, представлява нарушение на мира и сигурността в африканския континент и застрашава международния мир и сигурност. В писмото се заявява, че сериозността на това положение е предизвикало дълбоко безпокойство у държавните глави на независимите африкански държави, които са обсъдили този въпрос на специално съвещание в Адис Абеба от 22 до 25 май 1963 г., на което, освен всичко, е взето и решение да се прекратят дипломатическите отношение на всички независими африкански държави с Португалия и Южна Африка, докато техните правителства не прекратят политиката си спрямо деколонизацията, и да се въведе бойкот на външната търговия на тези две страни, като се приложат мерки, включващи забрана за импорт на товари, затваряне на африкански пристанища и летища за техни кораби и самолети, както и забрана самолети на Португалия и Южна Африка да преминават през въздушното пространство на африканските държави.
След проведените дискусии по този въпрос, на 31 юли 1963 г. Съветът за сигурност приема Резолюция 180, която, потвърждавайки всички резолюции на Общото събрание и Съвета за сигурност относно деколонизацията и бъдещето на териториите под португалска власт, обявява, че политиката на Португалия, изразяваща се в отношението ѝ към териториите под нейна власт като към „отвъдморски територии“ и неразделна част от метрополията, противоречи на Хартата на ООН и резолюциите на Общото събрание и на Съвета за сигурност. Съветът прави и заключението, че положението в тези територии заплашва мира и сигурността в Африка.
Резолюцията призовава Португалия да изпълни следните условия:

а) незабавно да признае правото на народите, намиращи се под португалско управление, на самоопределение и самоуправление;

б) незабавно да прекрати всички репресивни мерки и да оттегли всичките си въоръжени и други сили, които използва за тази цел;

в) да обяви безусловна политическа амнистия и да създаде условия, позволяващи свободната дейност на политическите партии;

г) да започне преговори с упълномощени за целта представители на политическите партии, съществуващи както в тези територии, така и извън тях, с цел предаване на властта в тези територии на политическите органи, свободно избрани и представляващи народите в съответствие с постановленията на Резолюция 1514 (XV) на Общото събрание;

д) да предостави веднага след това независимост на всички територии, намиращи се под нейно управление, в съответствие с желанието на техните народи;
Резолюция 180 е приета с мнозинство от 8 гласа „за“ при трима „въздържали се“ – Франция, Обединеното кралство и Съединените щати.